# Here Without You
"Here Without You" is een nummer van de Amerikaanse rockband 3 Doors Down uit 2003. Het nummer is een rockballad, en de derde single van hun tweede studioalbum Away from the Sun.

## Achtergrond
Het nummer haalde de 5e positie in de Amerikaanse Billboard Hot 100. In 2004 werd het nummer in Nederland en Vlaanderen uitgebracht. In de Nederlandse Top 40 haalde het nummer 6, en in de Vlaamse Ultratop 50 nummer 26.

## Tracklijst
| Nr. | Titel                          | Duur |
| --- | ------------------------------ | ---- |
| 1.  | Here Without You (radio edit)  | 3:57 |
| 2.  | Here Without You (albumversie) | 3:57 |

| Nr. | Titel                          | Duur |
| --- | ------------------------------ | ---- |
| 1.  | Here Without You (albumversie) | 3:57 |
| 2.  | The Road I'm On                | 3:59 |

## Hitnoteringen

### Nederlandse Top 40
| Hitnotering: 06-03-2004 t/m 10-07-2004 | Hitnotering: 06-03-2004 t/m 10-07-2004 | Hitnotering: 06-03-2004 t/m 10-07-2004 | Hitnotering: 06-03-2004 t/m 10-07-2004 | Hitnotering: 06-03-2004 t/m 10-07-2004 | Hitnotering: 06-03-2004 t/m 10-07-2004 | Hitnotering: 06-03-2004 t/m 10-07-2004 | Hitnotering: 06-03-2004 t/m 10-07-2004 | Hitnotering: 06-03-2004 t/m 10-07-2004 | Hitnotering: 06-03-2004 t/m 10-07-2004 | Hitnotering: 06-03-2004 t/m 10-07-2004 | Hitnotering: 06-03-2004 t/m 10-07-2004 | Hitnotering: 06-03-2004 t/m 10-07-2004 | Hitnotering: 06-03-2004 t/m 10-07-2004 | Hitnotering: 06-03-2004 t/m 10-07-2004 | Hitnotering: 06-03-2004 t/m 10-07-2004 | Hitnotering: 06-03-2004 t/m 10-07-2004 | Hitnotering: 06-03-2004 t/m 10-07-2004 | Hitnotering: 06-03-2004 t/m 10-07-2004 | Hitnotering: 06-03-2004 t/m 10-07-2004 | Hitnotering: 06-03-2004 t/m 10-07-2004 |
| Week:                                  | 1                                      | 2                                      | 3                                      | 4                                      | 5                                      | 6                                      | 7                                      | 8                                      | 9                                      | 10                                     | 11                                     | 12                                     | 13                                     | 14                                     | 15                                     | 16                                     | 17                                     | 18                                     | 19                                     |                                        |
| -------------------------------------- | -------------------------------------- | -------------------------------------- | -------------------------------------- | -------------------------------------- | -------------------------------------- | -------------------------------------- | -------------------------------------- | -------------------------------------- | -------------------------------------- | -------------------------------------- | -------------------------------------- | -------------------------------------- | -------------------------------------- | -------------------------------------- | -------------------------------------- | -------------------------------------- | -------------------------------------- | -------------------------------------- | -------------------------------------- | -------------------------------------- |
| Positie:                               | 33                                     | 19                                     | 7                                      | 7                                      | 7                                      | 8                                      | 7                                      | 7                                      | 6                                      | 7                                      | 16                                     | 17                                     | 16                                     | 18                                     | 21                                     | 28                                     | 26                                     | 30                                     | 35                                     | uit                                    |

### NederlandseSingle Top 100
| Hitnotering: 13-03-2004 t/m 11-09-2004 | Hitnotering: 13-03-2004 t/m 11-09-2004 | Hitnotering: 13-03-2004 t/m 11-09-2004 | Hitnotering: 13-03-2004 t/m 11-09-2004 | Hitnotering: 13-03-2004 t/m 11-09-2004 | Hitnotering: 13-03-2004 t/m 11-09-2004 | Hitnotering: 13-03-2004 t/m 11-09-2004 | Hitnotering: 13-03-2004 t/m 11-09-2004 | Hitnotering: 13-03-2004 t/m 11-09-2004 | Hitnotering: 13-03-2004 t/m 11-09-2004 | Hitnotering: 13-03-2004 t/m 11-09-2004 | Hitnotering: 13-03-2004 t/m 11-09-2004 | Hitnotering: 13-03-2004 t/m 11-09-2004 | Hitnotering: 13-03-2004 t/m 11-09-2004 | Hitnotering: 13-03-2004 t/m 11-09-2004 | Hitnotering: 13-03-2004 t/m 11-09-2004 | Hitnotering: 13-03-2004 t/m 11-09-2004 | Hitnotering: 13-03-2004 t/m 11-09-2004 | Hitnotering: 13-03-2004 t/m 11-09-2004 | Hitnotering: 13-03-2004 t/m 11-09-2004 | Hitnotering: 13-03-2004 t/m 11-09-2004 | Hitnotering: 13-03-2004 t/m 11-09-2004 | Hitnotering: 13-03-2004 t/m 11-09-2004 | Hitnotering: 13-03-2004 t/m 11-09-2004 | Hitnotering: 13-03-2004 t/m 11-09-2004 | Hitnotering: 13-03-2004 t/m 11-09-2004 | Hitnotering: 13-03-2004 t/m 11-09-2004 | Hitnotering: 13-03-2004 t/m 11-09-2004 | Hitnotering: 13-03-2004 t/m 11-09-2004 |
| Week:                                  | 1                                      | 2                                      | 3                                      | 4                                      | 5                                      | 6                                      | 7                                      | 8                                      | 9                                      | 10                                     | 11                                     | 12                                     | 13                                     | 14                                     | 15                                     | 16                                     | 17                                     | 18                                     | 19                                     | 20                                     | 21                                     | 22                                     | 23                                     | 24                                     | 25                                     | 26                                     | 27                                     |                                        |
| -------------------------------------- | -------------------------------------- | -------------------------------------- | -------------------------------------- | -------------------------------------- | -------------------------------------- | -------------------------------------- | -------------------------------------- | -------------------------------------- | -------------------------------------- | -------------------------------------- | -------------------------------------- | -------------------------------------- | -------------------------------------- | -------------------------------------- | -------------------------------------- | -------------------------------------- | -------------------------------------- | -------------------------------------- | -------------------------------------- | -------------------------------------- | -------------------------------------- | -------------------------------------- | -------------------------------------- | -------------------------------------- | -------------------------------------- | -------------------------------------- | -------------------------------------- | -------------------------------------- |
| Positie:                               | 62                                     | 24                                     | 14                                     | 12                                     | 12                                     | 14                                     | 15                                     | 13                                     | 19                                     | 27                                     | 27                                     | 37                                     | 52                                     | 47                                     | 54                                     | 50                                     | 61                                     | 61                                     | 65                                     | 68                                     | 73                                     | 70                                     | 75                                     | 74                                     | 75                                     | 71                                     | 71                                     | uit                                    |

### NPO Radio 2 Top 2000
| Nummer met noteringen in de NPO Radio 2 Top 2000 | '12  | '13  | '14 | '15 | '16 | '17 | '18  | '19  | '20  | '21  | '22  | '23  | '24  |
| ------------------------------------------------ | ---- | ---- | --- | --- | --- | --- | ---- | ---- | ---- | ---- | ---- | ---- | ---- |
| Here Without You                                 | 1862 | 1147 | 531 | 594 | 725 | 803 | 1051 | 1271 | 1254 | 1242 | 1273 | 1462 | 1288 |

1. ↑  Een vetgedrukt getal geeft de hoogste notering aan.
2. ↑  2012 was het eerste jaar met een notering voor dit nummer.